# Украинци в Босна и Херцеговина
Украинците в Босна и Херцеговина (на украински: Українці в Боснії і Герцеговині, на сръбски: Украјинци у Босни и Херцеговини, на босненски: Ukrajinci u Bosni i Hercegovini) са сред етническите групи в Босна и Херцеговина. Тя е образувана в тези земи, по времето на Австро-Унгария. Оценявана е на около 4 хил. души.

## История
Първите украинци в земите на Босна и Херцеговина се заселват след Берлинския конгрес през 1878 г., след като територията на Босна и Херцеговина става част от Австро-Унгария, към която вече принадлежат Галиция и Буковина. Дотогава тази територия е рядко населена и с неплодородни почви. Австрийското правителство програма за за заселване ненаселените пространства възможно най-бързо. На територията на днешна Босна и Херцеговина започват да пристигат хора от Източна Галиция, Северна Буковина и Закарпатия. Там се заселват предимно безимотни селяни, привлечени от наличието на много държавна земя. Австрийското правителство обещава, че всеки, който се засели в Босна и остане там, ще получи 24 морги земя.
Заселилите се украинци се занимават основно със земеделие. В сравнение с местното население, те притежават по-съвременни методи за обработка на земята: въвеждат железен плуг, демонстрират предимствата на дълбоката оран. Те донасят със себе си непознати досега култури в Босна – ръж, елда, картофи, хмел, а също и – опит в градинарството, зеленчукопроизводството, пчеларството и строителството на жилища.
Първата украинска читалня в Босна и Херцеговина, наречена „Руска читалня“ на дружество „Просвета“, е основана в град Пърнявор през 1909 г.